# Dampmaskinen (film)
 For alternative betydninger, se Dampmaskinen. (Se også artikler, som begynder med Dampmaskinen)
Dampmaskinen er en dansk animationsfilm fra 1940 instrueret af Kaj Wedell Pape og Svend Holbæk.

## Handling
Denne artikel mangler et handlingsreferat. Hjælp os med at skrive det.